# 羅基特納河
羅基特納河（烏克蘭語：Рокитна），是烏克蘭的河流，位於該國西部，屬於西布格河的右支流，發源自扎博洛特涅以北，流經利沃夫州，河道全長11公里，流域面積43平方公里。